# Anton Depauly

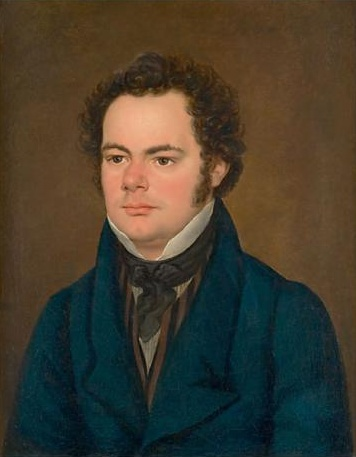
Franz Schubert, målad ca 1827 (eller före hösten 1828) av Anton Depauly (1798–1866).

Anton Felix Depauly, född 30. April 1801 i Mies, nuvarande Stříbro i Tjeckien, död 27 april 1866 där, var en i böhmisk konstnär som verkade i Österrike.
Depauly var son till arkivarien Johann Depauly och Elisabetha, född Schmid. Vid faderns död började Depauly vid sjutton års ålder vid Konstakademien i Wien, sannolikt med stöd av sin onkel som var köpman i Stříbro. Efter tioåriga studier i teckning och historiemåleri gifte han sig och bildade familj (med många barn) i Wien. Han blev en ledande historie- och porträttmålare i huvudstaden.
Runt 1840 lämnade han Wien och vände tillbaka till sina släktingar i födelsestaden där han fortsatte att arbeta som porträttmålare.
Hans verk i Wien är – upp till 13 tonsättarporträtt i samlingarna i Musikverein – för närvarande ännu inte dokumenterade. Från de följande decennierna i Böhmen har ytterligare oljemålningar av honom registrerats, men vidare forskning återstår.
Joseph Sonnleithner, från den berömda Wien-familjen, gav, till den porträttsamling han senare avyttrade till Gesellschaft der Musikfreunde, Depauly i uppdrag att måla ett porträtt av Schubert som visade denne utan glasögon.